# Royal Corps of Signals

Mützenabzeichen des Royal Corps of Signals

Der Royal Corps of Signals (auch bekannt unter der Bezeichnung Royal Signals, abgekürzt R SIGNALS) ist eine der Kampfunterstützungseinheiten der British Army. Die Signals-Einheiten werden im Kampf früh eingesetzt, um Kampfgebietkommunikation und Informationssysteme einzurichten.
Die Royal-Signals-Einheiten unterhalten die weltweite Telekommunikationsinfrastruktur der British Army. Das Korps verfügt über eigene Techniker, Logistiker und Systemadministratoren, um Militärradio und verschiedene andere Kommunikationsnetzwerke auf dem Feld zu gewährleisten. Es ist zuständig für die Installation, Wartung und den Betrieb aller Arten von Telekommunikationsausrüstung und Informationssystemen, Unterstützung der Kommandeure und deren Hauptquartiere sowie elektronische Kriegsführung gegen feindliche Kommunikationssysteme.

## Personal

### Ausbildung und Arbeitsweise
Royal-Signals-Offiziere erhalten eine allgemeine militärische Ausbildung bei der Royal Military Academy Sandhurst, gefolgt von einer spezialisierten IT-Ausbildung bei der Royal School of Signals, Blandford Camp, Dorset. Diese Offiziere werden dann nicht mehr in Verbände untergliedert – ihre Ausbildung deckt die gesamte Bandbreite ihres zukünftigen Aufgabenfeldes ab.
Andere Dienstgrade werden sowohl als Feldsoldaten als auch als Kommunikationsspezialisten ausgebildet. Ihre militärische Grundausbildung erhalten sie im British Army Training Regiment in Winchester, anschließend durchlaufen sie eine Fachausbildung im 11. (Royal School of Signals) Signal-Regiment. Dort gibt es derzeit sechs verschiedene Ausbildungswege für Nichtoffiziere, die sowohl Soldaten als auch Soldatinnen zugänglich sind:
- Communication Systems Operator: Ausbildungsbereiche Militärradio und Drahtkommunikationssysteme
- Communication Systems Engineer: Ausbildungsbereiche Datenkommunikation und Computernetzwerke
- Communication Electrician: Ausbildungsbereiche Wartung und Reparatur von Generatoren sowie Einrichtung und Betrieb von Elektrizitätskraftwerken
- Communication Logistic Specialist: Ausbildungsbereiche Beförderung und Buchführung der Kommunikationsausrüstung
- Installation Technician: Ausbildungsbereiche Installation und Reparatur von Fiberglas- und Telefonleitungen
- Electronic Warfare Systems Operator: Ausbildungsbereiche Abfangen und Stören feindlicher Kommunikationssysteme

Staff Sergeants und Warrant Officers dienen in einem der fünf Aufsichtsdienste:
- Yeoman of Signals: Ausbildungsbereiche Planung, Einsatz und Management der taktischen/strategischen Militärkommunikationsnetzwerke
- Yeoman of Signals (Electronic Warfare): Ausbildungsbereiche Planung, Einsatz und Management der taktischen/strategischen Kriegselektronik
- Foreman of Signals: Ausbildungsbereiche Installation, Wartung, Reparatur und Interfunktionsfähigkeit der taktischen/strategischen Kommunikationsmittel
- Foreman of Signals (Information Systems): Ausbildungsbereiche Installation, Wartung, Reparatur und Interfunktionsfähigkeit taktischer/strategischer Informationssysteme
- Regimental Duty: Allgemeinausbildung